# 王丹 (游泳运动员)
王丹（1984年1月16日—），女，河南人，中国游泳运动员。2008年夏季奥林匹克运动会中国体育代表团成员、主攻自由泳。

## 运动经历
- 1997年 河南省体工大队，教练吴娜
- 2002年 国家队

## 主要成绩
- 2001年 全国运动会 100米自由泳 第四名
- 2003年 全国游泳锦标赛
  - 100米自由泳、200米自由泳 第一名
- 2005年 亚洲游泳锦标赛
  - 4×100米、4×200米自由泳接力 第一名
- 2006年 多哈亚运会 4×100米自由泳接力 第一名

## 外部連結
- 王丹在国际奥林匹克委员会的资料
- . 中国奥委会. 2009-08-31  [2009-09-04]. （原始内容存档于2009-08-19）.